# 籾山明
籾山 明（もみやま あきら、1953年12月31日- ）は、日本の東洋史学者。元埼玉大学教授。

## 経歴
1953年、群馬県桐生市で生まれた。信州大学人文学部で学び、1977年に卒業。京都大学大学院文学研究科に進み、1982年に博士課程を単位取得退学した。
島根大学法文学部助教授をへて、埼玉大学教養学部教授。2007年、文学博士号を取得。2010年に埼玉大学を退職。その後は、公益財団法人東洋文庫研究員を務めている。

## 研究内容・業績
専門は秦漢史。出土簡牘史料の研究が多い。

## 著作

### 著書
- 『秦の始皇帝 多元世界の統一者』白帝社「中国歴史人物選 第1巻」1994
- 『漢帝国と辺境社会 長城の風景』中公新書 1999
  - 増補新版『漢帝国と辺境社会 長城の風景』志学社選書 2021
- 『中国古代訴訟制度の研究』京都大学学術出版会「東洋史研究叢刊」2006
- 『秦漢出土文字史料の研究 形態・制度・社会』創文社「東洋学叢書」 2015

### 共編
- 『流沙出土の文字資料 楼蘭・尼雅（ニヤ）文書を中心に』冨谷至 編者代表、京都大学学術出版会 2001
- 『文献と遺物の境界 中国出土簡牘史料の生態的研究』佐藤信共編 六一書房 2011
- 『秦帝国の誕生　古代史研究のクロスロード』ロータール・フォン・ファルケンハウゼン共編 六一書房 2020

### 論文
- 籾山明 - CiNii Articles
- 籾山明2014「日本における居延漢簡研究の回顧と展望－古文書学的研究を中心に」『文献と遺物の境界Ⅱ－中国出土簡牘史料の生態的研究－』東京外国語大学アジア・アフリカ言語文化研究所: 323-339.
- 「編むことと束ねること―遷陵縣における文書保管と行政実務」